# Carabus wulffiusi
Carabus wulffiusi es una especie de insecto adéfago del género Carabus, familia Carabidae. Fue descrita científicamente por A. Morawitz en 1862.
Habita en China, Corea del Norte y del Sur y Rusia.